# Talen in Rusland

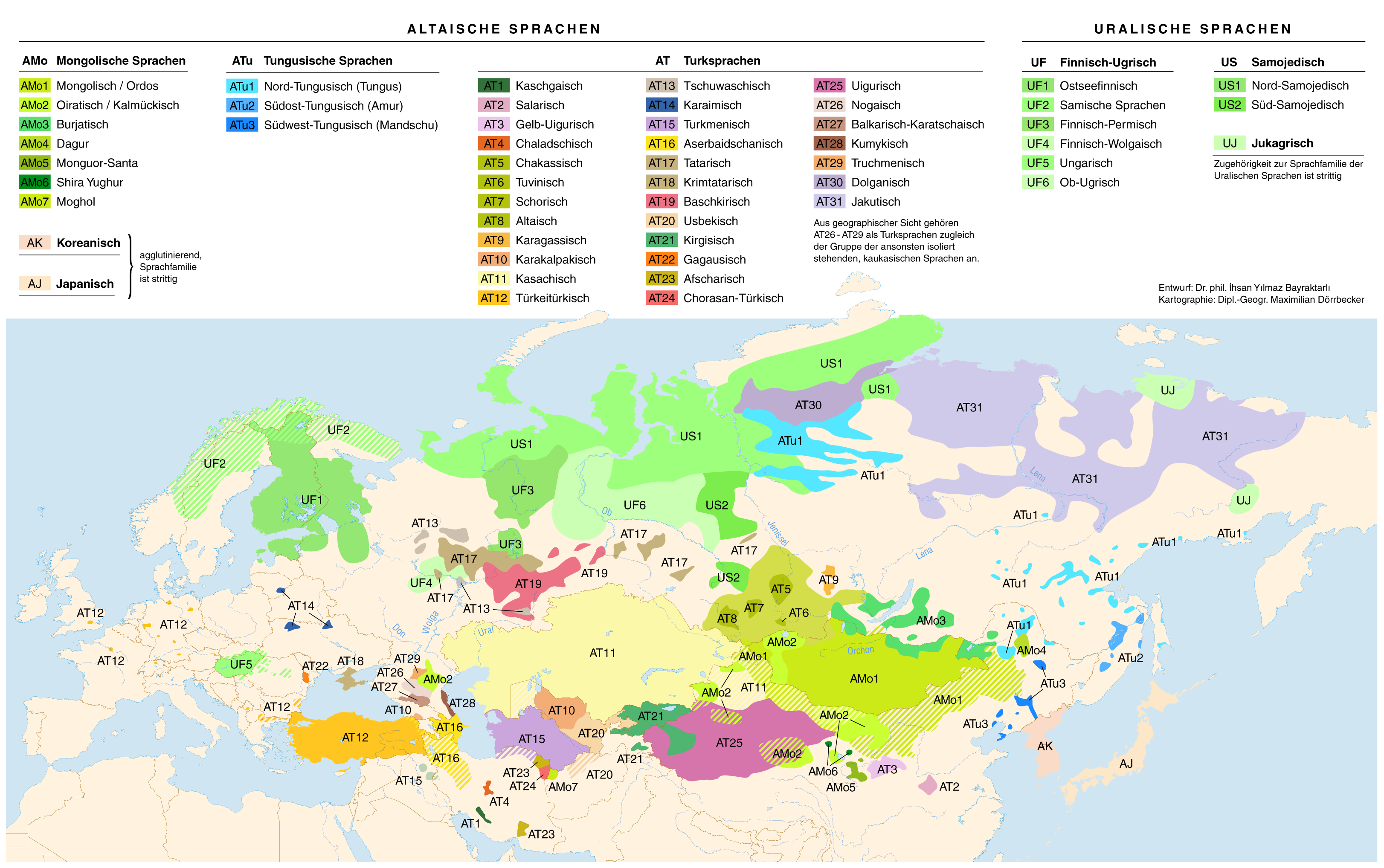
Een kaart van de Altaïsche talen en Oeraalse talen in Eurazië

In Rusland wordt naast het Russisch een groot aantal andere talen gesproken. Veel van deze talen hebben een co-officiële status in de autonome republieken en autonome districten waar de meeste sprekers wonen. Ook in gebieden waar de inheemse bevolking haar eigen taal heeft is het Russisch echter dominant, overal als tweede taal, maar vaak zelfs als moedertaal.
In 2002 was 98,2% van de 145.166.731 inwoners van Rusland het Russisch machtig. De taal met het op een na grootste aantal sprekers was het Engels, dat door 4,8% beheerst werd. De grootste inheemse talen waren het Tataars (3,7%), het Basjkiers (1%) en het Tsjoevasjisch (0,9%), alle drie Turkse talen, het Oost-Slavische, aan het Russisch verwante Oekraïens (1,3%) en het Kaukasische Tsjetsjeens (0,9%).
Alle gegevens in onderstaande tabellen zijn gebaseerd op de volkstelling van 2002.

## Officiële talen
De volgende 28 talen hebben een officiële status in bepaalde gebieden:
| Taal                       | Officieel in           | Percentage totaal1 | Percentage inheems2 |
| -------------------------- | ---------------------- | ------------------ | ------------------- |
| Abazijns                   | Karatsjaj-Tsjerkessië  | 7,7%               | 94,6%               |
| Adygees                    | Adygea                 | 24,2%              | 97,1%               |
| Basjkiers                  | Basjkirostan           | 25,8%              | 74,7%               |
| Boerjatisch                | Boerjatië              | 23,6%              | 81,4%               |
| Chanti                     | Chanto-Mansië          | 0,4%               | 34,5%               |
| Chakas                     | Chakassië              | 8,8%               | 71,1%               |
| Dolgan                     | Tajmyr                 | 11,4%              | 78,8%               |
| Evenks                     | Evenkië                | 11,9%              | 53,4%               |
| Ingoesjetisch              | Ingoesjetië            | 76,7%              | 97%                 |
| Jakoets                    | Jakoetië               | 47,1%              | 94,3%               |
| Jiddisch                   | Joodse autonome oblast | 0,3%               | 11,4%               |
| Kabardijns (Tsjerkessisch) | Kabardië-Balkarië      | 56,1%              | 98,9%               |
| Kabardijns (Tsjerkessisch) | Karatsjaj-Tsjerkessië  | 13,4%              | 96,6%               |
| Kalmuks                    | Kalmukkië              | 48,9%              | 90,8%               |
| Karatsjaj-Balkaars         | Kabardië-Balkarië      | 12,3%              | 98,8%               |
| Karatsjaj-Balkaars         | Karatsjaj-Tsjerkessië  | 39%                | 98%                 |
| Korjaaks                   | Kraj Kamtsjatka        | 8,3%               | 29,5%               |
| Krim-Tataars               | Krim                   | ?                  | ?                   |
| Mari (Tsjeremissisch)3     | Mari El                | 37,4%              | 84,2%               |
| Mordwiens4                 | Mordovië               | 28%                | 84,6%               |
| Nenets                     | Jamalië                | 4,6%               | 85,5%               |
| Nenets                     | Nenetsië               | 6,2%               | 32,4%               |
| Nenets                     | Tajmyr                 | 5,8%               | 71,6%               |
| Noordelijk Altajs          | Altaj                  | 30,9%              | 89,2%               |
| Oedmoerts (Wotjaaks)       | Oedmoertië             | 22,6%              | 71,8%               |
| Oekraïens                  | Krim                   | ?                  | ?                   |
| Ossetisch                  | Noord-Ossetië          | 62,7%              | 96,8%               |
| Tataars                    | Tatarije               | 53,3%              | 94,2%               |
| Tsjetsjeens                | Tsjetsjenië            | 91,8%              | 97,5%               |
| Tsjoektsjisch              | Tsjoekotka             | 11%                | 44%                 |
| Tsjoevasjisch              | Tsjoevasjië            | 60,7%              | 85,8%               |
| Toevaans                   | Toeva                  | 77,1%              | 98,5%               |
| Wogoels (Mansi)            | Chanto-Mansië          | 0,2%               | 20,3%               |
| Zurjeens (Komi)            | Komi                   | 19,7%              | 72,1%               |

1: Percentage sprekers van de betreffende taal op de totale bevolking van het deelgebied

2: Percentage sprekers van de taal binnen de bijbehorende bevolkingsgroep

3: West- en Oost-Mari tezamen

4: Erzja en Moksja tezamen

## Totaal aantal sprekers per taal
In de onderstaande tabel zijn de talen aangegeven die door meer dan 100.000 mensen beheerst worden, ongeacht of het hun moedertaal is.
| Taal                        | Aantal sprekers |
| --------------------------- | --------------- |
| Russisch                    | 142.573.285     |
| Engels                      | 6.955.315       |
| Tataars                     | 5.347.706       |
| Duits                       | 2.895.147       |
| Oekraïens                   | 1.815.210       |
| Basjkiers                   | 1.379.727       |
| Tsjetsjeens                 | 1.331.844       |
| Tsjoevasjisch               | 1.325.382       |
| Armeens                     | 904.892         |
| Avaars                      | 784.840         |
| Frans                       | 705.217         |
| Azerbeidzjaans              | 669.757         |
| Mordwiens (Moksja en Erzja) | 614.260         |
| Kabardijns (Tsjerkessisch)  | 587.547         |
| Kazachs                     | 563.749         |
| Dargiens                    | 503.523         |
| Ossetisch                   | 493.610         |
| Oedmoerts (Wotjaaks)        | 463.837         |
| Koemuks                     | 458.121         |
| Jakoets                     | 456.288         |
| Mari (Tsjeremissisch)       | 451.033         |
| Ingoesjetisch               | 405.343         |
| Lezgisch                    | 397.310         |
| Boerjatisch                 | 368.807         |
| Wit-Russisch                | 316.890         |
| Karatsjaj-Balkaars          | 302.748         |
| Georgisch                   | 286.285         |
| Toevaans                    | 242.754         |
| Oezbeeks                    | 238.831         |
| Zurjeens (Komi)             | 217.316         |
| Romani                      | 166.514         |
| Turks                       | 161.319         |
| Kalmuks                     | 153.602         |
| Lak                         | 153.373         |
| Moldavisch                  | 147.035         |
| Tadzjieks                   | 131.530         |
| Circassisch                 | 129.419         |
| Tabassaraans                | 128.391         |
| Spaans                      | 111.900         |

## Talen per volk
In de onderstaande tabel zijn de drie meest gesproken talen per volk aangegeven, in procenten ten opzichte van de totale bevolking. Alleen de volkeren die uit meer dan 400.000 personen bestaan zijn opgenomen.
| Volk (aantal personen) | Taal           | Percentage |                         | Volk (aantal personen) | Taal  | Percentage |
| ---------------------- | -------------- | ---------- | ----------------------- | ---------------------- | ----- | ---------- |
| Armeniërs 1.130.491    | Russisch       | 98,5%      | Lezgiërs 411.535        | Lezgisch               | 92,7% |            |
| Armeniërs 1.130.491    | Armeens        | 73,2%      | Lezgiërs 411.535        | Russisch               | 90,3% |            |
| Armeniërs 1.130.491    | Azerbeidzjaans | 5%         | Lezgiërs 411.535        | Azerbeidzjaans         | 5,1%  |            |
| Avaren 814.473         | Avaars         | 94,6%      | Mari's 604.298          | Russisch               | 97,2% |            |
| Avaren 814.473         | Russisch       | 85,9%      | Mari's 604.298          | Mari                   | 76,8% |            |
| Avaren 814.473         | Koemuks        | 1,9%       | Mari's 604.298          | Tataars                | 7,1%  |            |
| Azerbeidzjanen 621.840 | Russisch       | 94,5%      | Mordwienen 843.350      | Russisch               | 99,3% |            |
| Azerbeidzjanen 621.840 | Azerbeidzjaans | 85,9%      | Mordwienen 843.350      | Mordwiens              | 67,4% |            |
| Azerbeidzjanen 621.840 | Georgisch      | 1,4%       | Mordwienen 843.350      | Duits                  | 1,2%  |            |
| Basjkieren 1.673.389   | Russisch       | 94,5%      | Oedmoerten 636.906      | Russisch               | 98,2% |            |
| Basjkieren 1.673.389   | Basjkiers      | 71,3%      | Oedmoerten 636.906      | Oedmoerts              | 67,4% |            |
| Basjkieren 1.673.389   | Tataars        | 31,3%      | Oedmoerten 636.906      | Tataars                | 4,1%  |            |
| Boerjaten 445.175      | Russisch       | 96,3%      | Oekraïners 2.942.961    | Russisch               | 99,8% |            |
| Boerjaten 445.175      | Boerjatisch    | 79,3%      | Oekraïners 2.942.961    | Oekraïens              | 43,1% |            |
| Boerjaten 445.175      | Duits          | 1,4%       | Oekraïners 2.942.961    | Duits                  | 2,4%  |            |
| Dargiërs 510.156       | Darginisch     | 96,7%      | Osseten 514.875         | Russisch               | 96,4% |            |
| Dargiërs 510.156       | Russisch       | 88,2%      | Osseten 514.875         | Ossetisch              | 91,8% |            |
| Dargiërs 510.156       | Koemuks        | 2,3%       | Osseten 514.875         | Georgisch              | 9,2%  |            |
| Duitsers 597.212       | Russisch       | 99,7%      | Russen 115.889.107      | Russisch               | 99,8% |            |
| Duitsers 597.212       | Duits          | 31,6%      | Russen 115.889.107      | Duits                  | 2%    |            |
| Duitsers 597.212       | Kazachs        | 0,4%       | Russen 115.889.107      | Oekraïens              | 0,4%  |            |
| Ingoesjeten 413.016    | Ingoesjetisch  | 95,2%      | Wolga-Tataren 5.554.601 | Russisch               | 96,1% |            |
| Ingoesjeten 413.016    | Russisch       | 87,7%      | Wolga-Tataren 5.554.601 | Tataars                | 80,8% |            |
| Ingoesjeten 413.016    | Tsjetsjeens    | 1,6%       | Wolga-Tataren 5.554.601 | Basjkiers              | 2,5%  |            |
| Jakoeten 443.852       | Jakoets        | 93,2%      | Tsjetsjenen 1.360.253   | Tsjetsjeens            | 95,9% |            |
| Jakoeten 443.852       | Russisch       | 87,4%      | Tsjetsjenen 1.360.253   | Russisch               | 82,9% |            |
| Jakoeten 443.852       | Duits          | 1,1%       | Tsjetsjenen 1.360.253   | Ingoesjetisch          | 0,5%  |            |
| Kabardijnen 519.958    | Kabardijns     | 97,6%      | Tsjoevasjen 1.637.094   | Russisch               | 96,8% |            |
| Kabardijnen 519.958    | Russisch       | 92,9%      | Tsjoevasjen 1.637.094   | Tsjoevasjisch          | 76,5% |            |
| Kabardijnen 519.958    | Duits          | 1%         | Tsjoevasjen 1.637.094   | Tataars                | 4,2%  |            |
| Kazachen 653.962       | Russisch       | 98,3%      | Wit-Russen 807.970      | Russisch               | 99,8% |            |
| Kazachen 653.962       | Kazachs        | 72%        | Wit-Russen 807.970      | Wit-Russisch           | 30,7% |            |
| Kazachen 653.962       | Tataars        | 1,5%       | Wit-Russen 807.970      | Duits                  | 3%    |            |